# Kevin Love
Kevin Wesley Love (Santa Monica, 7 september 1988) is een Amerikaanse basketballer.

## Carrière
Love speelde collegebasketbal voor de UCLA Bruins van 2007 tot 2008. Hij werd als vijfde gekozen in de NBA draft van 2008 door de Memphis Grizzlies. Hij werd echter meteen geruild naar de Minnesota Timberwolves samen met Brian Cardinal, Jason Collins en Mike Miller voor Greg Buckner, Marko Jarić, O.J. Mayo en Antoine Walker. Na zijn eerste seizoen bij de Timberwolves werd hij verkozen tot NBA All-Rookie Second Team. In de volgende seizoenen werd hij verkozen tot NBA Most Improved Player, tweemaal All-NBA Second Team en driemaal een NBA All-Star.
In 2014 werd hij geruild naar de Cleveland Cavaliers in een ruil waarbij ook de Philadelphia 76ers waren betrokken; andere spelers in de ruil waren: Anthony Bennett, Andrew Wiggins, Luc Mbah a Moute, Alexey Shved en Thaddeus Young. Hij werd met de club kampioen in de NBA in 2016 en wist daarnaast nog tweemaal verkozen te worden tot NBA All-Star. In februari 2023 werd zijn contract ontbonden bij de Cavaliers en hij tekende direct daarna bij de Miami Heat.

## Privéleven
Loves vader Stan Love was ook een basketballer en zijn oom Mike Love was een zanger bij de The Beach Boys. Verdere familie waren Brian Wilson, Carl Wilson en Dennis Wilson. Daarnaast was zijn tante Kathleen McCartney Hearst een triatlete.

## Erelijst
- NBA-kampioen: 2016
- NBA All-Star: 2011, 2012, 2014, 2017, 2018
- All-NBA Second Team: 2012, 2014
- NBA Most Improved Player: 2011
- NBA All-Rookie Second Team: 2009
- NBA Three-Point Contest-kampioen: 2012
- Olympische Spelen: 2012
- Wereldkampioenschap: 2010
- UCLA Athletics Hall of Fame: 2020

## Statistieken

### Regulier seizoen
| Seizoen      | Team                   | WG  | WS  | MPW  | 2P%  | 3P%  | FW%  | RPW  | APW | SPW | BPW | PPW  |
| ------------ | ---------------------- | --- | --- | ---- | ---- | ---- | ---- | ---- | --- | --- | --- | ---- |
| 2008/09      | Minnesota Timberwolves | 81  | 37  | 25,3 | 45,9 | 10,5 | 78,9 | 9,1  | 1,0 | 0,4 | 0,6 | 11,1 |
| 2009/10      | Minnesota Timberwolves | 60  | 22  | 28,6 | 45,0 | 33,0 | 81,5 | 11,0 | 2,3 | 0,7 | 0,4 | 14,0 |
| 2010/11      | Minnesota Timberwolves | 73  | 73  | 35,8 | 47,0 | 41,7 | 85,0 | 15,2 | 2,5 | 0,6 | 0,4 | 20,2 |
| 2011/12      | Minnesota Timberwolves | 55  | 55  | 39,0 | 44,8 | 37,2 | 82,4 | 13,3 | 2,0 | 0,9 | 0,5 | 26,0 |
| 2012/13      | Minnesota Timberwolves | 18  | 18  | 34,3 | 35,2 | 21,7 | 70,4 | 14,0 | 2,3 | 0,7 | 0,5 | 18,3 |
| 2013/14      | Minnesota Timberwolves | 77  | 77  | 36,3 | 45,7 | 37,6 | 82,1 | 12,5 | 4,4 | 0,8 | 0,5 | 26,1 |
| 2014/15      | Cleveland Cavaliers    | 75  | 75  | 33,8 | 43,4 | 36,7 | 80,4 | 9,7  | 2,2 | 0,7 | 0,5 | 16,4 |
| 2015/16      | Cleveland Cavaliers    | 77  | 77  | 31,5 | 41,9 | 36,0 | 82,2 | 9,9  | 2,4 | 0,8 | 0,5 | 16,0 |
| 2016/17      | Cleveland Cavaliers    | 60  | 60  | 31,4 | 42,7 | 37,3 | 87,1 | 11,1 | 1,9 | 0,9 | 0,4 | 19,0 |
| 2017/18      | Cleveland Cavaliers    | 59  | 59  | 28,0 | 45,8 | 41,5 | 88,0 | 9,3  | 1,7 | 0,7 | 0,4 | 17,6 |
| 2018/19      | Cleveland Cavaliers    | 22  | 21  | 27,2 | 38,5 | 36,1 | 90,4 | 10,9 | 2,2 | 0,3 | 0,2 | 17,0 |
| 2019/20      | Cleveland Cavaliers    | 56  | 56  | 31,8 | 45,0 | 37,4 | 85,4 | 9,8  | 3,2 | 0,6 | 0,3 | 17,6 |
| 2020/21      | Cleveland Cavaliers    | 25  | 25  | 24,9 | 40,9 | 36,5 | 82,4 | 7,4  | 2,5 | 0,6 | 0,1 | 12,2 |
| 2021/22      | Cleveland Cavaliers    | 74  | 4   | 22,5 | 43,0 | 39,2 | 83,8 | 7,2  | 2,2 | 0,4 | 0,2 | 13,6 |
| 2022/23      | Cleveland Cavaliers    | 41  | 3   | 20,0 | 38,9 | 35,4 | 88,9 | 6,8  | 1,9 | 0,2 | 0,2 | 8,5  |
| 2022/23      | Miami Heat             | 21  | 17  | 20,0 | 38,8 | 29,7 | 85,7 | 5,7  | 1,9 | 0,4 | 0,2 | 7,7  |
| Carrière     | Carrière               | 874 | 679 | 30,1 | 43,9 | 37,0 | 83,0 | 10,4 | 2,3 | 0,6 | 0,4 | 16,9 |
| NBA All-Star | NBA All-Star           | 3   | 1   | 21,0 | 50,0 | 36,4 | 28,6 | 6,7  | 1,3 | 1,3 | 0,0 | 10,7 |

### Play-in
| Seizoen  | Team                | WG | WS | MPW  | 2P%  | 3P%  | FW%   | RPW | APW | SPW | BPW | PPW |
| -------- | ------------------- | -- | -- | ---- | ---- | ---- | ----- | --- | --- | --- | --- | --- |
| 2021/22  | Cleveland Cavaliers | 2  | 0  | 20,0 | 46,2 | 66,7 | 50,0  | 8,5 | 0,5 | 1,0 | 0,0 | 8,5 |
| 2022/23  | Miami Heat          | 2  | 0  | 7,0  | 50,0 | 20,0 | 100,0 | 2,0 | 1,0 | 0,5 | 0,0 | 5,5 |
| Carrière | Carrière            | 4  | 0  | 13,5 | 47,6 | 45,5 | 75,0  | 5,3 | 0,8 | 0,8 | 0,0 | 7,0 |

### Play-offs
| Seizoen  | Team                | WG | WS | MPW  | 2P%  | 3P%  | FW%  | RPW  | APW | SPW | BPW | PPW  |
| -------- | ------------------- | -- | -- | ---- | ---- | ---- | ---- | ---- | --- | --- | --- | ---- |
| 2014/15  | Cleveland Cavaliers | 4  | 4  | 26,8 | 41,5 | 42,9 | 73,7 | 7,0  | 2,5 | 0,3 | 0,5 | 14,3 |
| 2015/16  | Cleveland Cavaliers | 20 | 19 | 30,6 | 38,5 | 41,4 | 84,0 | 8,8  | 2,1 | 0,5 | 0,4 | 14,7 |
| 2016/17  | Cleveland Cavaliers | 18 | 18 | 32,1 | 43,6 | 45,0 | 84,0 | 10,6 | 1,7 | 1,2 | 0,9 | 16,8 |
| 2017/18  | Cleveland Cavaliers | 21 | 21 | 31,4 | 39,2 | 34,0 | 92,2 | 10,2 | 1,6 | 0,7 | 0,4 | 14,9 |
| 2022/23  | Miami Heat          | 20 | 18 | 18,0 | 37,8 | 37,5 | 87,5 | 5,6  | 1,2 | 0,5 | 0,4 | 6,9  |
| Carrière | Carrière            | 83 | 80 | 27,9 | 40,0 | 39,8 | 85,5 | 8,7  | 1,7 | 0,7 | 0,5 | 13,3 |

0 Love ·
1 J. Jones ·
2 Irving ·
4 Shumpert ·
5 Smith ·
8 Dellavedova
9 Frye
12 McRae
13 Thompson ·
14 Kaoen ·
20 Mozgov ·
23 James ·
24 Jefferson ·
30 D. Jones ·
52 Williams ·
Coach Lue